# Kurt Weckström
Kurt Weckström (Helsinki, 4 december 1911 – aldaar, 7 januari 1983) was een voetballer uit Finland, die speelde als aanvaller voor HJK Helsinki gedurende zijn carrière. Hij overleed op 71-jarige leeftijd in de Finse hoofdstad Helsinki.

## Interlandcarrière
Weckström, bijgenaamd Kurre, speelde in totaal 35 interlands voor Finland in de periode 1931–1943, en scoorde tien keer voor de nationale ploeg. Hij vertegenwoordigde zijn vaderland bij de Olympische Spelen van 1936 in Berlijn, Duitsland, waar Finland in de eerste ronde werd uitgeschakeld na een 7-3 nederlaag tegen Peru.

## Erelijst
HJK Helsinki
- Landskampioen

1936, 1938